# Katie Brown

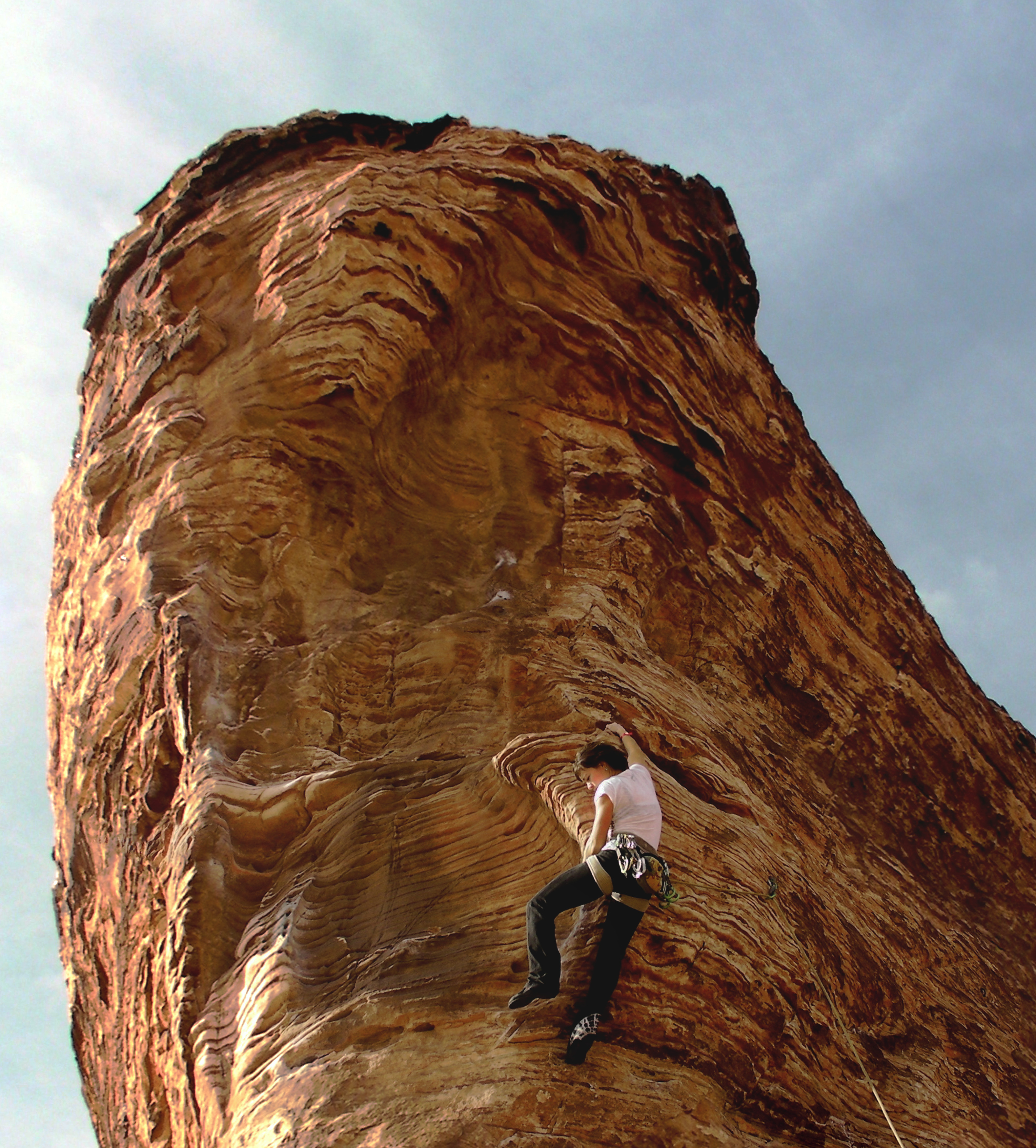
Katie Brown při lezení na Calico Basin, v Red Rocku v USA (2009)

Katie Brown (* 1981) je bývalá americká reprezentantka ve sportovním lezení, vítězka Rock Masteru, X Games a juniorská mistryně světa v lezení na obtížnost.

## Výkony a ocenění
- 1995: juniorská mistryně světa v lezení na obtížnost v kategorii B
- 1996, 1997: třetí a na dlouhou dobu poslední americká vítězka Rock Masteru v lezení na obtížnost, další byla až Alex Puccio v boulderingu (2012)
- 1996, 1997: vítězka závodů na X Games
- 1999: páté místo v celkovém hodnocení světového poháru v lezení na obtížnost

### Závodní výsledky
| Arco Rock Master | Arco Rock Master | Arco Rock Master |
| Rok              | 1996             | 1997             |
| ---------------- | ---------------- | ---------------- |
| Obtížnost        | 1                | 1                |

| Světový pohár | Světový pohár | Světový pohár |
| Rok           | 1997          | 1999          |
| ------------- | ------------- | ------------- |
| Obtížnost     | 23            | 5             |
| jednotlivě*   | ,7,           | ,4,7,,7,      |

* pozn.: nalevo jsou poslední závody v roce
| X Games   | X Games | X Games |
| Rok       | 1996    | 1997    |
| --------- | ------- | ------- |
| Obtížnost | 1       | 1       |

| Mistrovství světa juniorů | Mistrovství světa juniorů |
| Rok                       | 1995 kat B                |
| ------------------------- | ------------------------- |
| Obtížnost                 | 1                         |